# Paul Dienstbach
Paul Dienstbach (* 10. Oktober 1980 in Gießen) ist ein ehemaliger deutscher Ruderer.
Er erlernte bei der Gießener Rudergesellschaft von 1877 das Rudern und hatte schnell erste Erfolge. Während seiner Jahre im Junioren- und U-23-Bereich wurde er jeweils Vizeweltmeister im Achter.
Paul Dienstbach errang 2000 den ersten von vielen Deutscher-Meister-Titeln im Vierer ohne Steuermann und im Achter und wurde in den Deutschland-Achter berufen, der das Qualifikationsrennen für die Olympischen Sommerspiele in Sydney knapp verlor. 2001 wechselte er in den Vierer ohne, gewann dort nach einer Silbermedaille bei den Ruder-Weltmeisterschaften 2001 in Luzern die Goldmedaille bei den Ruder-Weltmeisterschaften 2002 in Sevilla und fuhr dabei mit seinem Team (mit Bernd Heidicker, Philipp Stüer und Sebastian Thormann) die damalige Weltbestzeit im Vierer ohne Steuermann von 5:41,38 min, die bis 2012 Bestand hatte.
In Mailand wurde er bei den Ruder-Weltmeisterschaften 2003 Dritter. Nach seiner Berufung in die Olympiamannschaft für Athen 2004 erkrankte er kurz vor den Spielen und wurde aus dem Olympiakader gestrichen. 2006 beendete er seine aktive Ruderkarriere.
Nach seinem Jurastudium an der Ruhr-Universität Bochum war er für zwei Jahre als wissenschaftlicher Mitarbeiter am Lehrstuhl für Wirtschaftsrecht von Georg Borges tätig und absolvierte anschließend ein Graduierten-Studium am King’s College London, das er mit dem Master of Laws (LL. M.) abschloss. Nach dem Referendariat am Landgericht Hagen legte er im November 2011 das zweite juristische Staatsexamen ab und ist seit Februar 2012 Richter im hessischen Justizdienst.
Paul Dienstbach ist weiter in der Ruder-Bundesliga engagiert. Nach einer Saison bei den Rhein-Ruhr-Pred8Oars in Leverkusen ruderte er von 2010 bis 2012 für den Ruderverein Emscher Wanne-Eickel und seit 2013 im Team der Frankfurter Rudergesellschaft Germania 1869.
Seit 17. Mai 2014 ist Paul Dienstbach mit der ehemaligen Ruderin Lenka Wech verheiratet.